# Dolmen de la Romme
Le dolmen de la Romme, appelé aussi dolmen de l'étang de Vauboisseau,  est un dolmen situé près de la rivière Romme sur la commune de Champtocé-sur-Loire, dans le département français de Maine-et-Loire. 

## Protection
L'édifice est inscrit au titre des monuments historiques en 1991. 

## Description
Le dolmen mesure 6 mètres de longueur pour seulement 1 mètre de largeur. Il est constitué de cinq orthostates sur son côté nord, et de six sur son côté sud, ainsi que d'une dalle de chevet. Deux tables de couvertures sont encore partiellement en place vers le fond du dolmen, dont une a basculé. Six autres petites dalles sont visibles à proximité. Auparavant dressées sur chant, elles formaient alors une structure de forme ovale sur le côté sud de l'édifice.

## Historique
Le dolmen est découvert en 1928 par M. Bernard, vivant à Ancenis. Il est mentionné pour la première fois par A. Poilane en 1934. Ce dernier y pratique des fouilles en 1935 sur les parties non couvertes du dolmen. Il y découvre quelques rares fragments de poteries, probablement conservés au musée de Cholet.